# Olof Galleen
Olof Galleen, född 21 december 1765 i Färila socken, Gävleborgs län, död 4 december 1838 i Stockholm, var en svensk läkare.
Galleen blev student vid Uppsala universitet 1782, medicine licentiat 1791 och medicine doktor (primus) 1793. Han var fristadsläkare i Eskilstuna 1793–1810, tillika provinsialmedikus i Livgedinget i Södermanlands län 1795–1808, lasarettsläkare i Eskilstuna vid det av honom inrättade lasarettet 1796–1806 och tilldelades assessors namn, heder och värdighet 1808. Han blev innehavare av förlagshandel med Eskilstuna fristads tillverkningar (under firma: L.E. Halenius & C:o) 1802 och tilldelades kommerseråds namn, heder och värdighet 1815. Han bosatt i Stockholm de sista tio åren av sitt liv. Han var ledamot av borgarståndet vid riksdagen 1812.